# Västra Åsnens övärld
Västra Åsnens övärld är ett naturreservat som vars område som 2019 till stor del uppgått i Åsnens nationalpark i Almundsryds och Urshults socknar i Tingsryds kommun och Skatelövs och Västra Torsås socknar i Alvesta kommun i Småland (Kronobergs län).
Reservatet sträckte sig tidigare från Bergön i väster till Sirkön i öster, från Julö i norr till Lövöarna i söder. Tidigare naturreservaten Bjurkärr och Agnäs ingår i området. Inom reservatet fanns närmare 200 öar, varav Bergön är den största med sina ca 7 hektar. Området är skyddat sedan 1986.
Det skyddade området innefattar en variationsrik natur med bland annat särskilt skyddsvärda lövträdsskogar med inslag av bok och ek. Andra träd som utgör en del av Västra Åsnens lövträdsbestånd är al, björk, lind, ask och alm. Många av kulturmarkernas äldre och grova lövträd bär spår av hamling. Genom en lång kontinuitet finns en rik flora av mossor, lavar och svampar på lövträden. Västra Åsnens naturreservat har också ett rikt fågelliv, med bland annat mindre hackspett, mindre flugsnappare och bivråk. Tillgång på död ved i skogarna ger också förutsättningar för många vedlevande insekter. Naturreservat ligger vid sjön Åsnen och i det skyddade området ingår många små öar och holmar. Vid Åsnen häckar bland annat skäggdopping och storlom.
Sedan 2019 är naturreservatet 351 hektar stort, med majoriteten sjö, och består av två delar, en väster och en öster om nationalparken.